# 创业年代
《创业年代》是2020年在中国大陆上映的时代剧，导演林柯，主演冯绍峰、袁姗姗、乔振宇、潘之琳，讲述了改革开放后的知识分子在北京中关村创立世界知名企业的故事。2020年9月27日在央视一套首播，同时在优酷视频、爱奇艺、腾讯视频、芒果TV同步播出。

## 演员
- 冯绍峰 出演 邝铭筹
- 袁姗姗 出演 姚昆
- 乔振宇 出演 洪雨桥
- 潘之琳 出演 宇文婧
- 公磊 出演 江城
- 董晴 出演 关桃
- 李洪涛 出演 周定北
- 陈逸恒 出演 田毅
- 戚九洲 出演 梅兆和
- 王伟 出演 任妒
- 宋禹 出演 王勇
- 章婷婷 出演 苏妍
- 王宝光 出演 李克宇
- 石燕京 出演 邹莲清
- 钱波 出演 唐义缪
- 王子琦 出演 晓彤
- 夏凡 出演 郝兵
- 郭京波 出演 黄学义
- 梁爱琳 出演 郦夏
- 潘萌竹 出演 曾红
- 夏喆 出演 凌志
- 徐中恒 出演 张建国
- 徐一北 出演 屈扬
- 高睿 出演 麦克
- 崔嵩 出演 陈孝广
- 陈志腾 出演 周卫东
- 宋江 出演 安工
- 柯金 出演 林星
- 冀小英 出演 寥桂琴
- 林柯 出演 姜组长
- 杰恩·法维埃 出演 托马斯

## 曲目
| 曲序 | 曲目                   |      | 作曲 | 歌手   |
| ---- | ---------------------- | ---- | ---- | ------ |
| 1.   | 《初衷》（主题曲）     | 惠子 | 肖白 | 韩磊   |
| 2.   | 《如水的月光》（插曲） | 惠子 | 肖白 | 潘萌竹 |

## 制作
2019年4月7日，《创业年代》在四川省成都市、上海市两地取景，同年8月8日宣布杀青。